# Ceraspis ocellata
Ceraspis ocellata är en skalbaggsart som beskrevs av Frey 1962. Ceraspis ocellata ingår i släktet Ceraspis och familjen Melolonthidae. Inga underarter finns listade i Catalogue of Life.